# Schrotzberg (Wuppertal)
Die Ortslage Schrotzberg im Wohnquartier Osterholz im Wuppertaler Stadtbezirk Vohwinkel geht auf eine alte Hofschaft zurück.

## Lage
Die Hofschaft befindet sich im äußersten Westen des Stadtteils an der Gemeindegrenze zu Haan, an einem nach Süden abfallenden Hang. Nach Norden schließt sich bei Alt-Derken das Waldgebiet Osterholz an. Südlich der Ortslage verläuft der Krudtscheider Bach.
Benachbarte Ortslagen sind Osterholz, Simonshöfchen, Ölbers, Zur Linden, Alt-Derken und wüst gefallen Steeg. Zur Nachbargemeinde Haan gehörend liegt benachbart: Birschels und mittlerweile wüst gefallen Mühlenfeld, Isenberg, Klevenhof und Vogelsang.

## Geschichte
Schrotzberg, eine kleine Hofschaft, gehörte bis zu Beginn des 19. Jahrhunderts zur Oberste Honschaft Haan im bergischen Amt Solingen.
Die Hofanlage gehörte zum Kirchspiel Haan und kam 1894 nach Vohwinkel, das 1929 mit Elberfeld und Barmen zu Wuppertal vereinigt wurde.
Auf einer Karte von 1892/94 ist die Ortslage als ‚Schrotsberg‘ beschriftet. Eine frühere Namensnennung als ‚Schrodtsberg‘ und ‚Schroytzberg‘ wird auch erwähnt. Auf den Topographischen Karten (TK25) ab 1927 bis 1953 dann ‚Schrotzberg‘. Aus der früheren größeren Hofschaft ist ab den 1990ern nur noch ein Gebäude übrig geblieben.

## Die heutige Straße
Nach dieser Ortslage ist die Straße Schrotzberg benannt worden. Sie zweigt von der Gruitener Straße ab und erschließt die Hofschaft, sie wurde am 15. Dezember 1975 benannt.